# Batina (ort)
Batina är en ort i Kroatien.   Den ligger i länet Baranja, i den östra delen av landet, 220 km öster om huvudstaden Zagreb. Batina ligger 86 meter över havet och antalet invånare är 1 053.
Terrängen runt Batina är platt. Runt Batina är det ganska tätbefolkat, med 104 invånare per kvadratkilometer. Närmaste större samhälle är Karanac, 15,9 km sydväst om Batina. Trakten runt Batina består till största delen av jordbruksmark.